# Bürgermeisterei (Großherzogtum Hessen)

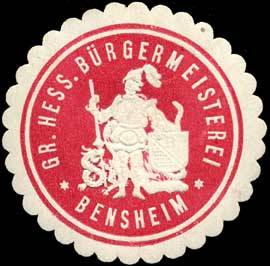
Siegelmarke Gr. Hess. Bürgermeisterei Bensheim

Die Bürgermeisterei war im Großherzogtum Hessen eine Gemeinde mit eigenem Bürgermeister oder ein Zusammenschluss (kleinerer) Gemeinden unter einem gemeinsamen Bürgermeister.

## Vorgeschichte
Im Großherzogtum Hessen stand ursprünglich ein von der Regierung des Großherzogtums Hessen eingesetzter Schultheiß an der Spitze der Gemeinden. 

## Reform von 1821
Die Verwaltung auf Gemeindeebene wurde durch die Gemeindeordnung vom 30. Juni 1821 neu geregelt. Es wurden Bürgermeistereien für einzelne oder auch mehrere Orte eingerichtet. Diese sollten mindestens 400 bis 500 Einwohner haben. Entsprechend bildeten größere Orte eigene Bürgermeistereien und kleinere wurden zu einer gemeinsamen Bürgermeisterei zusammengefasst. Das ganze Großherzogtum bestand 1831 aus 1092 Gemeinden, die in 732 Bürgermeistereien eingeteilt waren.
An der Spitze der Bürgermeisterei stand ein gewählter Ortsvorstand, der sich aus Bürgermeister, Beigeordneten und Gemeinderat zusammensetzte. Die männlichen Einwohner (zeitgemäß bestand kein Frauenwahlrecht) wählten drei Personen, aus denen die Obrigkeit dann den Bürgermeister auswählte. In den Gebieten des Landes, in denen der Staat alle Hoheitsrechte innehatte (Dominiallande) geschah das durch die Regierung, in standesherrlichen Gebieten oder dort wo (noch) Patrimonialgerichte bestanden, waren das die entsprechenden Adeligen. Im Laufe der Jahre traf der Staat mit den Standes- und Patrimonialgerichtsherren Vereinbarungen, nach denen deren Befugnisse auf den Staat übergingen. Die Märzrevolution 1848 beendete die Vorrechte der Standesherren und schaffte die Patrimonialgerichtsbarkeit ab.
Die Amtszeit der Bürgermeister betrug sechs Jahre, Wiederwahl war möglich. Das Bürgermeisteramt war ein Ehrenamt. War der Bürgermeister verhindert, vertrat ihn der Beigeordnete. In Bürgermeistereien, die aus mehreren Orten bestanden, stellte jeder dieser Orte einen Beigeordneten.
Die Aufsicht über die Bürgermeister führte in den Provinzen Oberhessen und Starkenburg der Landrat, nach einer weiteren Verwaltungsreform 1832 der Kreisrat. In der kleinsten Provinz, Rheinhessen, gab es diese Verwaltungsebene nicht und die Bürgermeister waren direkt der Provinzialregierung nachgeordnet.

## Reform von 1875
Die Amtszeit des Bürgermeisters wurde nun auf neun Jahre festgelegt. Die gewählten Bürgermeister mussten durch den Kreisrat bestätigt werden. Lehnte dieser ab, konnte der Kreisausschuss die Bestätigung vornehmen. Lehnte dieser erneut ab, kam es zur Neuwahl. Wenn auch dann keine Bestätigung erfolgte, ernannte das Innenministerium einen Bürgermeister auf drei Jahre.
Veränderungen der Zugehörigkeit von Gemeinden zu Bürgermeistereien bedurften der Zustimmung des Innenministeriums.

## Reform von 1911
Nach der Hessischen Städteordnung (für Gemeinden mit mehr als 15.000 Einwohnern) und der Hessischen Landgemeindeordnung – beide von 1911 – führte die kommunale Verwaltungsbehörde die Bezeichnung Bürgermeisterei.
Nach der Novemberrevolution 1918 fanden die Kommunalwahlen im Volksstaat Hessen 1919/1920 in allgemeiner Wahl statt. Erstmals war auch das Frauenwahlrecht gegeben.